# Hans Almström
Hans Gustav Almström, född 1 augusti 1950 i Tunaberg i Södermanland, är en svensk kulstötare. Han tävlade för Nyköpings BIS och har vunnit två SM-guld.